# Riley the Cop

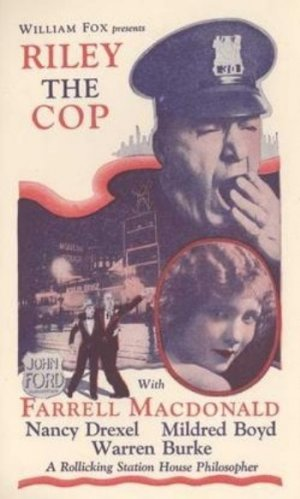
Affiche américaine du film (1928).

Riley the Cop est un film américain réalisé par John Ford, sorti en 1928.

## Fiche technique
- Titre original : Riley the Cop
- Réalisation : John Ford
  - Assistant : Philip Ford
- Scénario : Fred Stanley, James Gruen
- Photographie : Charles G. Clarke
- Montage : Alex Troffey
- Production : William Fox
- Société de production : Fox Film Corporation
- Société de distribution : Fox Film Corporation
- Pays de production :  États-Unis
- Langue originale : anglais
- Format : Noir et blanc — 35 mm — 1,37:1 — film muet, avec une musique synchronisée et des effets sonores (Western Electric Movietone sound-on-film sound system)
- Genre : Comédie dramatique
- Durée : 60 minutes
- Date de sortie :
  - États-Unis : 25 novembre 1928

## Distribution
- J. Farrell MacDonald : James « Aloysius » Riley
- Nancy Drexel : Mary Coronelli
- David Rollins : David « Davy » Collins
- Louise Fazenda : Lena Krausmeyer
- Billy Bevan : cocher à Paris
- Mildred Boyd : Caroline
- Otto Fries : cocher à Munich
- Dell Henderson : Juge Coronelli
- Isabelle Keith : Française sur le quai
- Robert Parrish : un garçon
- Russ Powell : Kuchendorf
- Harry Schultz : Hans « Eitel » Krausmeyer
- Ferdinand Schumann-Heink : Julius Kuchendorf
- Rolfe Sedan : patron français du restaurant
- Harry Semels : policier français
- Tom Wilson : sergent